# Brigittenau

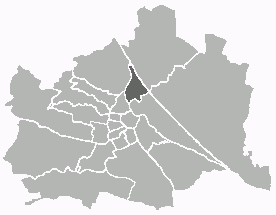
Poloha Brigittenau na mapě Vídně

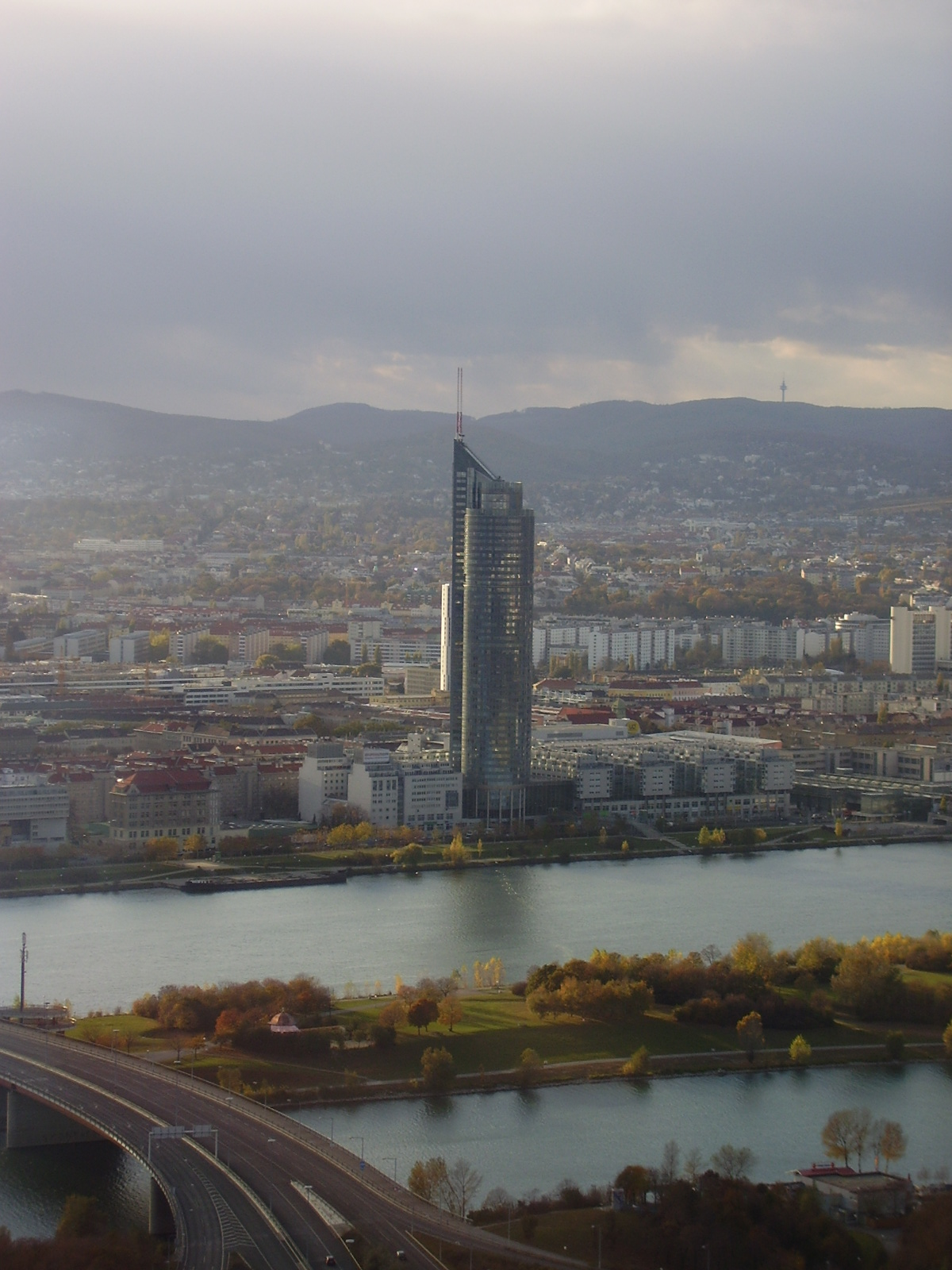
Millennium Tower

Brigittenau ( [bʀiˌɡɪtəˈnaʊ̯]) je 20. vídeňský obvod. Rozkládá se na sever od centra města, severně od 2. městského okresu Leopoldstadt, který s ním sdílí ostrovní oblast mezi Dunajem a jeho ramenem zvaným Donaukanal.
V tomto hustě zalidněném obvodě, jehož rozloha činí 5,67 km2, žilo k 1. lednu 2024 celkem 86 930 obyvatel.
Název Brigittenau pochází od kaple zasvěcené sv. Brigitě, jež byla postavena v letech 1645–1651 italským architektem Lucchesem.
Nejznámější stavbou v Brigittenau je zdejší 171 m vysoká Millennium Tower.

## Poloha
Obvod leží na severním konci širokého ostrova mezi Donaukanalem a Dunajem severovýchodně od vídeňského centra a od úzkého ostrova Donauinsel. Průměrná nadmořská výška celé oblasti je 162,4 m n. m. V dřívějších dobách se nazývala "Unterer Werd" tedy Dolní ostrov. Následkem regulace Dunaje v letech 1870–1875 se celá oblast značně změnila. Obvod Brigittenau zaujímá rozlohu 5,68 km2, což jsou 1,4 % rozlohy Vídně. To řadí Brigittenau mezi menší vídeňské městské okresy. Vzhledem k poloze obvodu tvoří asi 21 % jeho rozlohy vodní plocha, čímž se řadí na druhé místo mezi vídeňskými obvody. Městské zeleně zde příliš není, opačně je tomu však s hustotou dopravní sítě. Brigittenau získal poměrně značnou část své pevninské plochy díky regulaci Dunaje, a proto nese řada jeho významných ulic jména členů Výboru pro regulaci Dunaje. Nejsou zde také žádné výrazné historické oblasti.

### Sousední obvody
Na západě tvoří hranici Brigittenau Dunajský kanál neboli Donaukanal, který ho na severozápadě odděluje od 19. obvodu a na jihozápadě od 9. obvodu. Dunaj odděluje Brigittenau na severovýchodě od 21. obvodu a na východě od 22. obvodu. Jeho jižním sousedem je pak 2. obvod.

## Historie

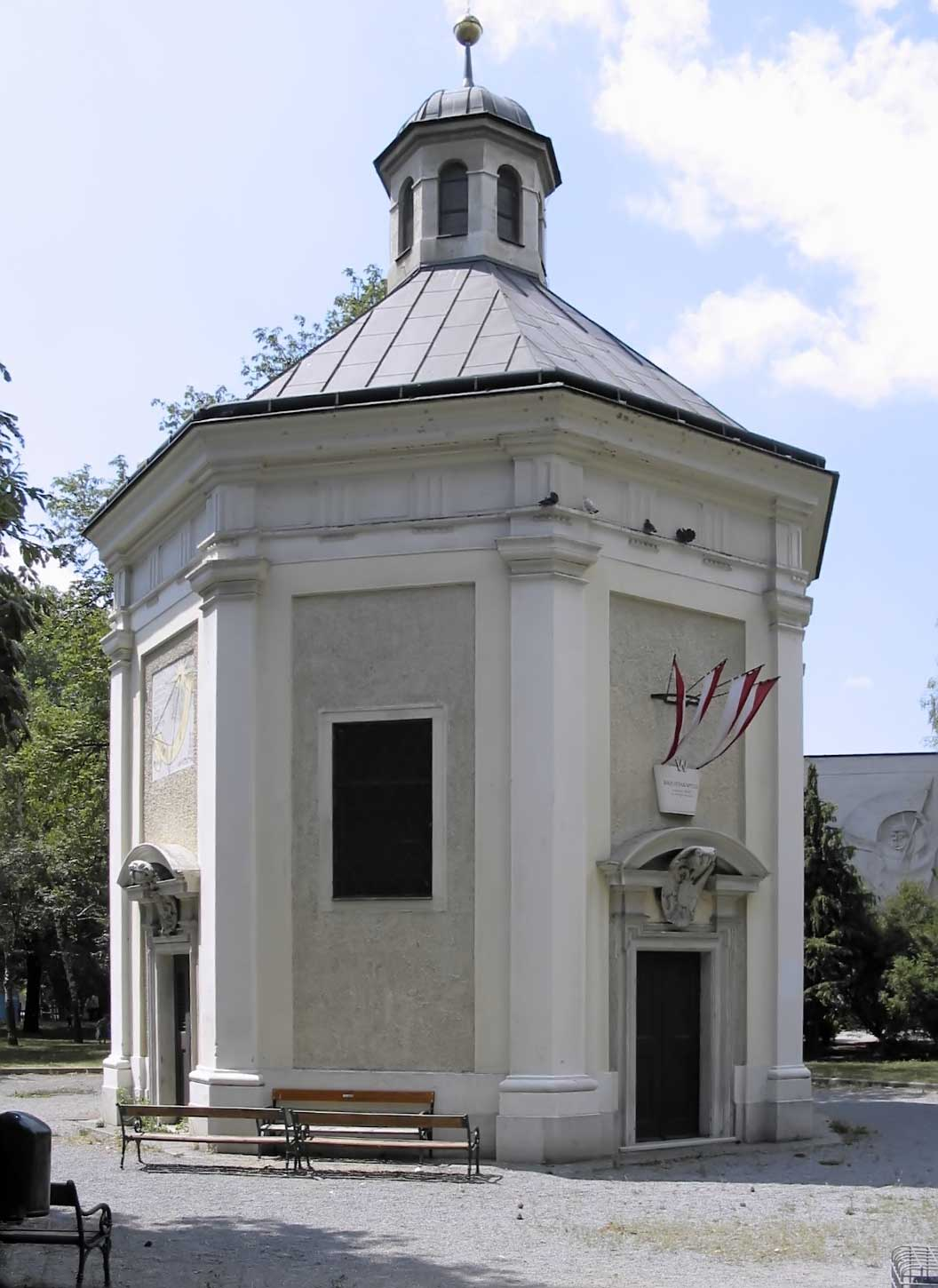
Kaple sv. Brigitty, Vídeň

Prvními známými pány zdejší oblasti byli v 11. století Babenberkové. Markrabě rakouský Leopold III. daroval roku 1096 tento majetek klášteru St. Maria Nivenburg (dnešní klášter Klosterneuburg), který sám založil.
První zmínka o zdejší oblasti zapsaná v kronice se datuje z 13. století. Vídeňané ji nazývali "Werd" (Ostrov). K prvním zdejším osadníkům patřili rybáři, lovci a dřevorubci. Později se zde usazovali také zahradníci a zemědělci.
V letech 1463–1464 byl postaven první most přes dnešní Donaukanal (v místech, kde dnes stojí Schwedenbrücke, Švédský most).
Během prvního obléhání Vídně Turky v roce 1529 se v oblasti dunajských ostrovů odehrávaly těžké boje.
V době třicetileté války (1618–1648) obsadila 9. dubna 1645 prostor Wolfsschanze (Vlčí šance) švédská vojska polního maršála Torstensona, císařská armáda však Švédy během čtyřdenní bitvy vytlačila. Tehdy vznikla pověst o zdejší kapli zasvěcené sv. Brigitě, po níž bylo Brigittenau pojmenováno. Podle této pověsti, v čase bojů o Wolfsschanze zasáhla stan arcivévody Leopolda Viléma nepřátelská koule a proletěla těsně před jeho obličejem, zrovna když se věnoval modlitbě. Z vděčnosti za to, že jen o vlas unikl smrti, nechal arcivévoda později na tom místě postavit kapli ve tvaru vojenského stanu, zasvěcenou sv. Brigitě, neboť se to událo v den jejího svátku. Pověst byla písemně zaznamenána až v roce 1767.
První písemná zmínka přímo o Brigittenau pochází z roku 1670. Předtím se místa, kde dnes stojí, nazývala Im Werd, Schottenau, Wolfsau a Wolfsschanze.
Za druhého obléhání Vídně Turky v roce 1683 byla během těžkých bojů značně poškozena kaple sv. Brigity. V roce 1695 byla dokončena její oprava a kaple byla nově vysvěcena.
V listopadu 1837 byl otevřen první úsek Severní dráhy císaře Ferdinanda mezi Floridsdorfem a Deutsch-Wagramem, čímž nastal rozvoj železnice v Rakouském císařství.
V roce 1850 byla oblast Brigittenau mezi Donaukanalem a Dunajem spolu s Leopoldstadtem a dalšími obcemi připojena k Vídni, vznikl tak 2. vídeňský okres.
24. března 1900 bylo Brigittenau na žádost místních politiků odděleno od Leopoldstadtu a prohlášeno za 20. vídeňský obvod. Až do roku 1904, kdy vznikl 21. obvod Floridsdorf, to bylo nejvyšší číslo vídeňského městského okresu.